# Copelatus decellei
Copelatus decellei är en skalbaggsart som beskrevs av Bilardo 1982. Copelatus decellei ingår i släktet Copelatus och familjen dykare. Inga underarter finns listade i Catalogue of Life.